# Reclamation
Reclamation is het vierde studioalbum van de Amerikaanse punkband Bigwig. Het album werd op 7 februari 2006 uitgegeven via Fearless Records op cd in de Verenigde Staten en Japan en is het derde studioalbum dat de band via het platenlabel heeft laten uitgeven.
Het album werd zo'n vijf jaar na de uitgave van het voorgaande studioalbum getiteld An Invitation to Tragedy (2001) uitgegeven. In die tijd is die formatie van Bigwig weer bijna helemaal veranderd. Drummer Matt Gray is in de tussentijd vervangen door Keith Yosco, basgitarist Max Béchard is vervangen door Zach Lorinc en gitarist Jeremy Hernandez is vervangen door Jeff Powers. Ook de teksten van de band zijn veranderd. De onderwerpen zijn serieuzer met een meer maatschappelijke ondertoon en de toon in het algemeen is cynischer dan voorheen.

## Nummers
De Japanse versie van het album heeft een bonustrack, namelijk "Temporary Graves" (#12).
1. "A War Inside" - 2:10
2. "Owned and Operated" - 3:05
3. "Outer Rings" - 3:14
4. "Cross and Burn" - 1:55
5. "Follow the Leader" - 3:15
6. "Rat Race" - 3:37
7. "Reclamation" - 4:29
8. "Timebomb" - 3:03
9. "Last Song, Last Call" - 2:20
10. "Hold on Fucker" - 2:41
11. "No Thought, No Spine" - 2:57
12. "Temporary Graves"

## Band
- Tom Petta - gitaar, zang
- Jeff Powers - gitaar
- Zach Lorinc  - basgitaar
- Keith Yosco - drums